# Deadhead (Fangemeinde)
Deadhead ist die Bezeichnung der Fangemeinde der Band Grateful Dead.

## Herkunft
Das erste Mal wurde die Bezeichnung Deadhead im Inlay des Dead-Albums Grateful Dead 1971 verwendet.

Hank Harrison, der Vater von Courtney Love, schlug folgenden Text vor:

„DEAD FREAKS UNITE: Who are you? Where are you? How are you?
Send us your name and address and we'll keep you informed.
Dead Heads, P.O. Box 1065, San Rafael, CA 94901.“

Der US-amerikanische Musikkritiker Robert Christgau nahm diese Bezeichnung bei einer Show im Madison Square Garden auf und schrieb in der New Yorker Wochenzeitschrift The Village Voice: “…how many ‘regulars’ seemed to be in attendance, and how, from the way they compared notes, they’d obviously made a determined effort to see as many shows as possible.”
Kurz darauf schuf Eileen Law, eine Freundin der Band, den Dead Heads newsletter aus den Rückmeldungen des Inlaytextes. Bis Ende 1971 hatte dieses Inlayschreiben einen Rücklauf von ca. 350 Antworten, im Laufe der nächsten Jahre erreichte Dead Heads newsletter eine dort registrierte Zahl von 40.000 Deadheads. Zwischen Oktober 1971 und Februar 1980 wurden nachweislich 25 Nachrichten über den Dead Heads newsletter verschickt, so wurden die Fans auch über das 73er Album Wake of the Flood auf diese Art informiert, welches das erste Album war, das über das eigene Label Grateful Dead Records vertrieben wurde. Gelegentlich wurden mit dem Newsletter kleine Präsente verschickt. Im Mai 1974 wurde eine EP von Robert Hunters bevorstehendem Album Tales of the Great Rum Runners verschickt. Auch wurden ausgewählte Songs von Jerry Garcías zweitem Album Compliments of Garcia versandt. Dieser Sampler hatte den Namen Anton Round, was ein Pseudonym des Dead-Fotografen Ron Rakow war.
Nach dieser Zeit wurde der Newsletter erst durch Grateful Dead Almanac ersetzt und schließlich durch die offizielle Homepage der Band.

## Die Verbindung zwischen Grateful Dead und Deadheads
Die Verbindung zwischen der Band und ihrer Fangemeinde und vor allem der Anreiz wurde durch die übliche Struktur ihrer Konzerte noch unterstützt.
Seit Anfang der 1970er hat die Band zwar eine bestimmte Basis an Songs für ihre Liveauftritte, aber die Setlist, die Bühnenshow und die Spielart der Songs wurde durch Improvisationen („jammen“) von Auftritt zu Auftritt geändert. Zudem teilte die Band ihre Auftritte oftmals in verschiedene Teile auf; zumeist einen Teil mit akustischen und einen mit elektrischen Songs, was zu den beiden Alben Reckoning und Dead Set führte. Dieser zweite Teil beinhalte sehr oft verschiedene Soli, besonders von den beiden Schlagzeugern Bill Kreutzmann und Mickey Hart, und freie Improvisationsphasen der anderen Musiker. Hieraus entstand auch das Album Infrared Roses. Eben bedingt durch diese Improvisation wurde kaum ein Song zweimal gleich gespielt und die Livesongs spiegelten die Entwicklung und die derzeitigen Vorlieben der Band wider.
Die Basis der Livesongs war so gewählt, dass alle drei oder vier Shows rotiert wurde. Dies hatte zur Folge, dass viele Deadheads die Band begleiteten, in der Hoffnung, dass ihre Lieblingslieder an diesem Abend gespielt und sie eine besonders gute Show sehen würden. So konnte die Band oftmals am selben Schauplatz mehr als eine Show spielen, die dennoch ausverkauft war. Dies galt besonders in ihrer Live-Hochphase in den 1980er Jahren.
Viele Deadheads folgten der Band von Stadt zu Stadt (ähnlich wie Groupies) und lernten sich gegenseitig kennen. Mit dem Übergang von The Merry Pranksters und deren Acid-Tests in die 1970er, waren die Konzerte und Shows von Grateful Dead oft die Möglichkeit für Fans der ersten Stunde, sich erneut zu treffen, miteinander zu feiern und neue Deadheads in die psychedelische Lebensweise der Band einzuweisen. Wie bei den meisten großen Gemeinschaften entwickelten sich auch bei den Deadheads ein eigener Jargon und Aufnahmeprüfungen. In der damaligen Zeit war derartiges Verhalten nicht gerne gesehen, jedoch breitete sich der Slang der Deadheads im normalen Sprachgebrauch aus, so etwa mit dem amerikanischen Sprichwort „What a long strange trip it’s been“, eine Liedzeile des Grateful-Dead-SongsTruckin’.
Ihre Anwesenheit bei Konzerten bezeichneten die Deadheads als „Faktor X“. Damit ist gemeint, dass ihre Anwesenheit (bzw. die Anwesenheit eines Publikums) die Band ansporne, eine bessere Leistung zu erbringen. Blair Jackson, der Biograf von Jerry García bemerkte, dass die Show für Deadheads heilig sei. Phil Lesh schrieb darüber in seiner Autobiografie: „The unique organicity of our music reflects the fact that each of us consciously personalized his playing: to fit with what others were playing and to fit with who each man was as an individual, allowing us to meld our consciousnesses together in the unity of a group mind.“ (deutsch: „Die außergewöhnliche Organik unserer Musik spiegelt die Tatsache wider, dass jeder von uns sein Spiel bewusst personalisierte: zu dem passend, was die anderen spielten, und zu dem passend, was jeder von uns als Individuum einbrachte, was es uns ermöglichte, unser Bewusstsein in der Einheit eines Gruppengeistes zu verschmelzen.“)
Als 1978 das Musiktheater Winterland mit einer Abschiedsshow verschiedener Bands geschlossen wurde, überreichte der Musikpromoter Bill Graham der Band eine Plakette, die die Faszination der Deadheads an Grateful Dead zusammenfasste: „They’re not the best at what they do, they’re the only ones that do what they do. Cheers! Bill & the Winterland Gang.“ (zu deutsch: „Sie sind nicht die Besten bei dem, was sie machen, sie sind die Einzigen, die das machen, was sie machen. Prost! Bill & die Winterland Gang.“)

## Geschichte der Deadheads
Noch bevor der Name Deadheads geläufig war, galten die Liveauftritte der Band Grateful Dead als besonders gut, was ihnen auch zu Auftritten beim Woodstock-Festival und Monterey Pop Festival verholfen hatte. Sie hatten entscheidend die Musikszene in Haight-Ashbury mitgeprägt und waren in ganz San Francisco bekannt. Die ersten Fans begleiteten die Band von Konzert zu Konzert.
Die 1970er sind die Zeit der zweiten Deadhead-Generation. Es sind zumeist jüngere Geschwister oder Freunde der ersten Generation oder Fans, die durch die erfolgreichen Alben Workingman’s Dead und Europe ’72 dazu stießen. Dazu kommen die Musikfans, die über die Hochschulen und Kaffeehäusern ihren Weg zur Musik gefunden hatten.
In den 1980ern erkannten die Deadheads, dass sie die Konzerte nutzen konnten, um Fanprodukte zu verkaufen. Zu den Fanprodukten gehörten auch Bootlegs, was zur Folge hatten, dass Grateful Dead bei Konzerten extra Abschnitte abtrennten (so genannte taping areas), in denen die Fans Konzerte mitschneiden konnten. Mit dem Erfolg des Albums In the Dark und der Single Touch of Grey wurde ein Höhepunkt der Deadheads erreicht, es führte aber auch dazu, dass sich verschiedene Untergruppen innerhalb der Fangemeinde bildeten, die sich Darkers und Minglewood Town Council nannten.
In den 1990ern waren die Fans weitgehend jung, weiß, männlich und gehörten der Mittelschicht an, wobei auch Fans der gehobenen Schicht dabei waren. Ein Großteil der Fans folgte der Band, um eine Gemeinschaft zu haben und Abenteuer zu erleben. In Mitte der 1990er Jahre gerieten die Deadheads negativ in die Schlagzeilen, als es bei einigen Konzerten zu Ausschreitungen kam, was auch dazu führte, dass Shows abgesagt wurden. Zu den Untergruppen, die sich in den 1990er Jahren bildeten gehörten The Spinnern und Wharf Rats. Die letztere Gruppe führt ein Leben ohne Alkohol und andere Drogen und versucht, dies auch anderen Dead-Anhängern beizubringen.
Nach dem Tod von Jerry Garcia teilten sich die Fans auf andere Jam-Bands, z. B. Phish, auf; blieben aber auch der Nachfolgeband The Other Ones bzw. The Dead treu oder widmeten sich Tributbands wie Dark Star Orchestra.

## Bekannte Deadheads

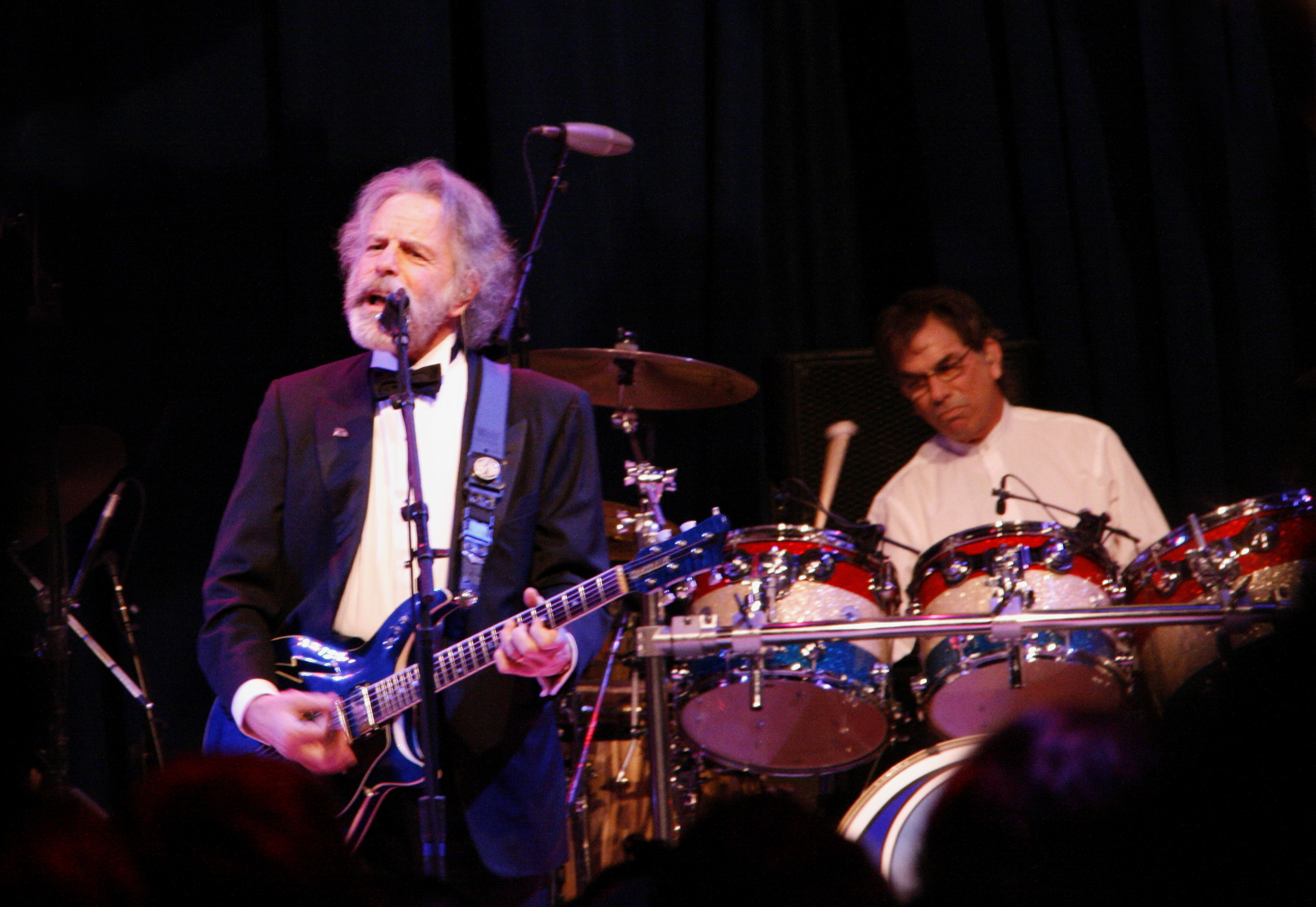
Bob Weir und Mickey Hart von Grateful Dead am 20. Januar 2009 auf dem Mid-Atlantic Inaugural Ball während der Amtseinführungszeremonie des 44. Präsidenten der USA, Barack Obama

Im Laufe der dreißigjährigen Bandgeschichte hatte Grateful Dead eine Vielzahl von Fans, die inzwischen weit bekannt sind. Zu den bekanntesten Deadheads gehören:
- Tony Blair[13]
- Joseph Campbell[13][14]
- Bill Clinton[15][13]
- Ann Coulter[16]
- Owen Chamberlain[13]
- Al und Tipper Gore[17][13][18]
- Keith Haring[13]
- Phil Jackson[18][13]
- Larry Page[13]
- Bill Walton[18][13]
- Al Franken[18]
- Nancy Pelosi[19]
- Jerome Powell[20]
- Präsident Barack Obama inspirierte die Tour von The Dead im Frühjahr 2009. Er buchte die Band für Konzerte im Rahmen seiner Amtseinführung.[21]